# Обсерваторія

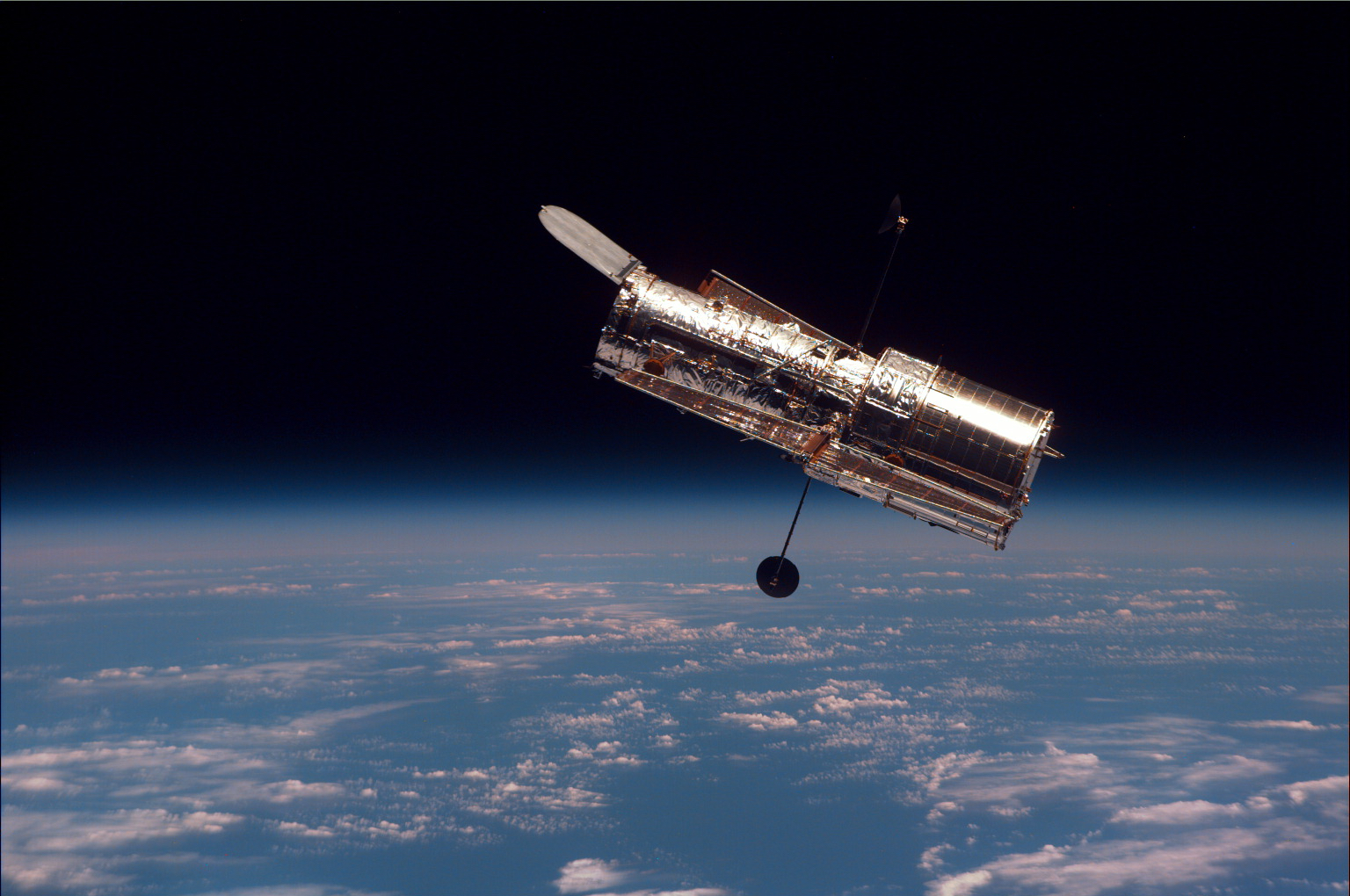
Космічна обсерваторія: телескоп Габбл на орбіті

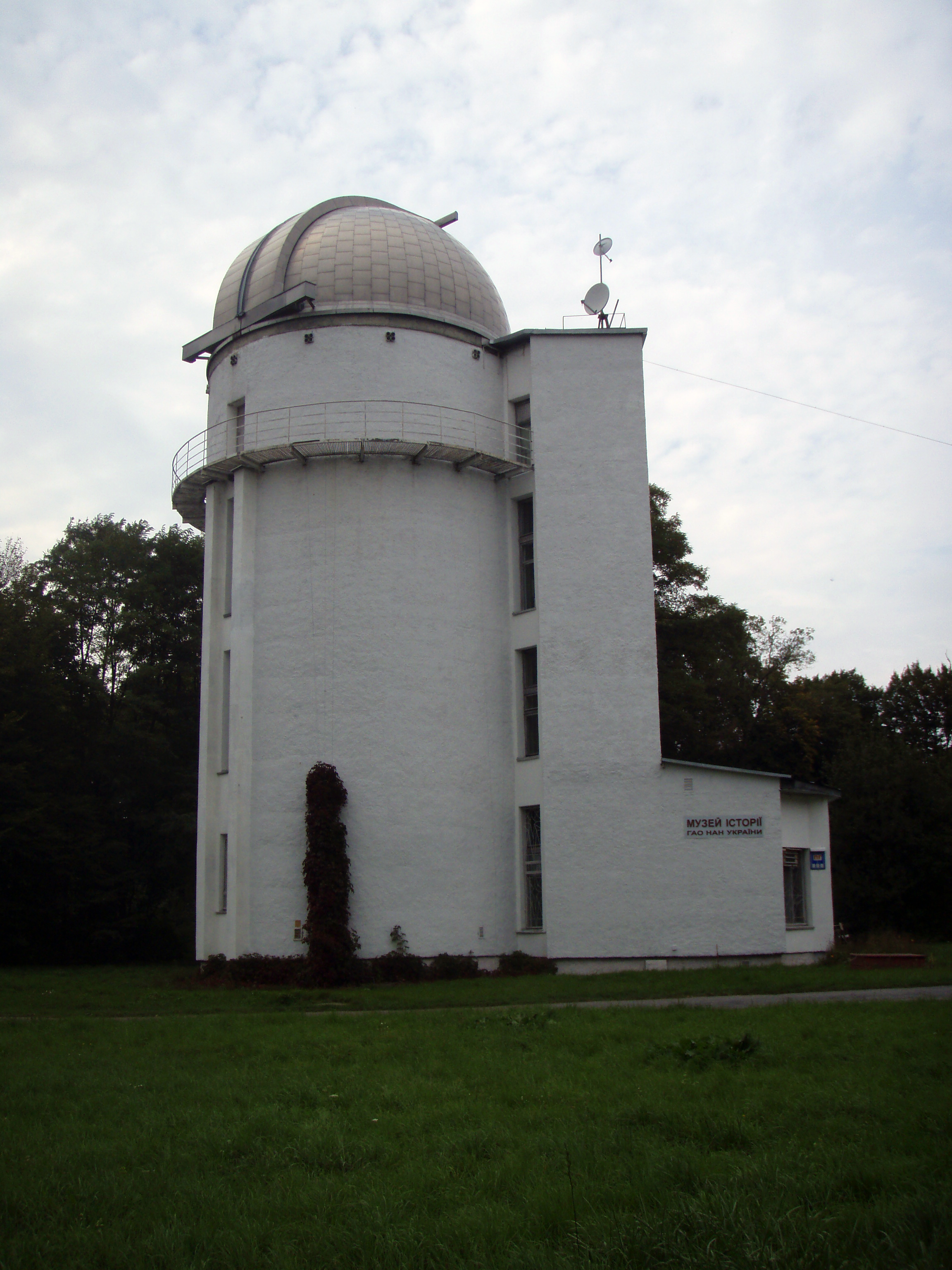
Головна астрономічна обсерваторія НАН України

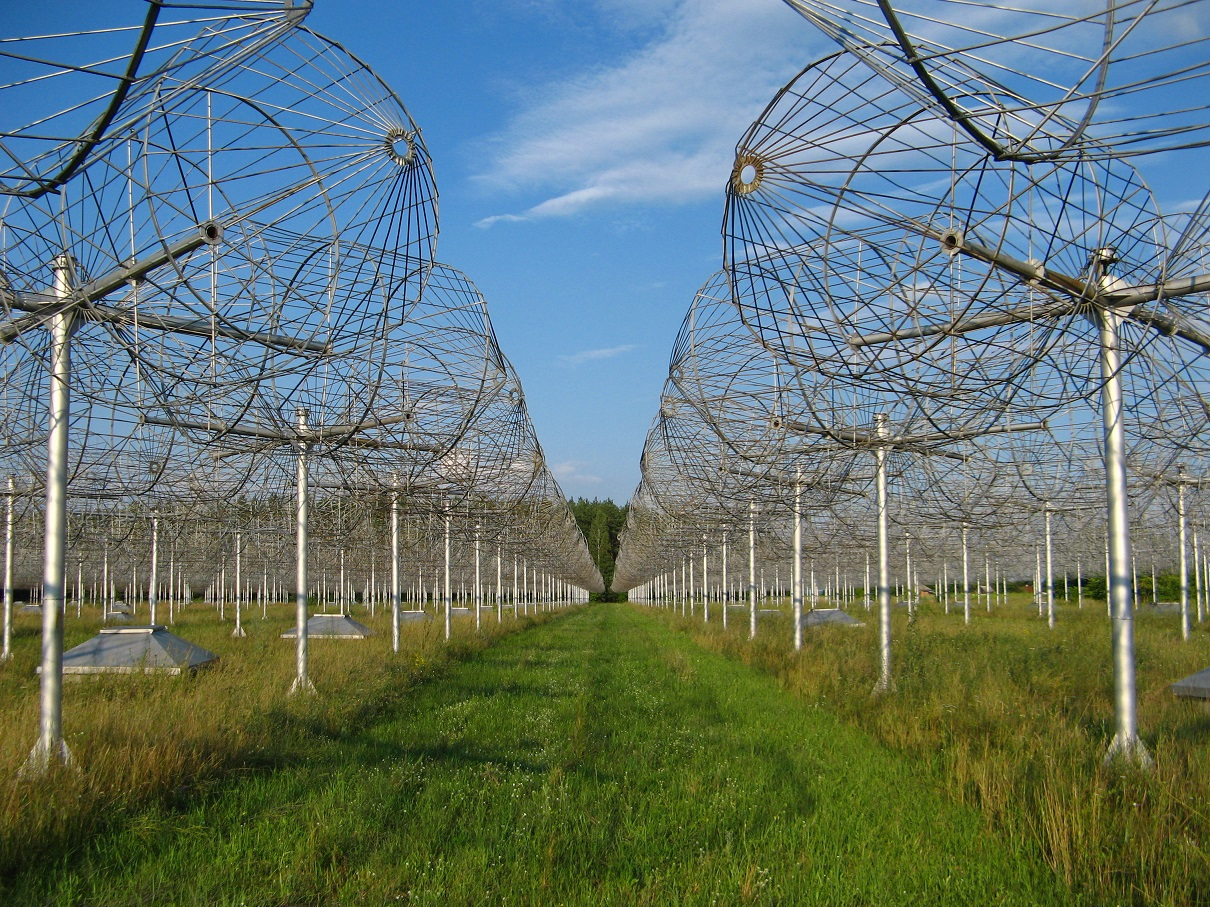
Антенна решітка радіотелескопа УРАН-2 Полтавської гравіметричної обсерваторії

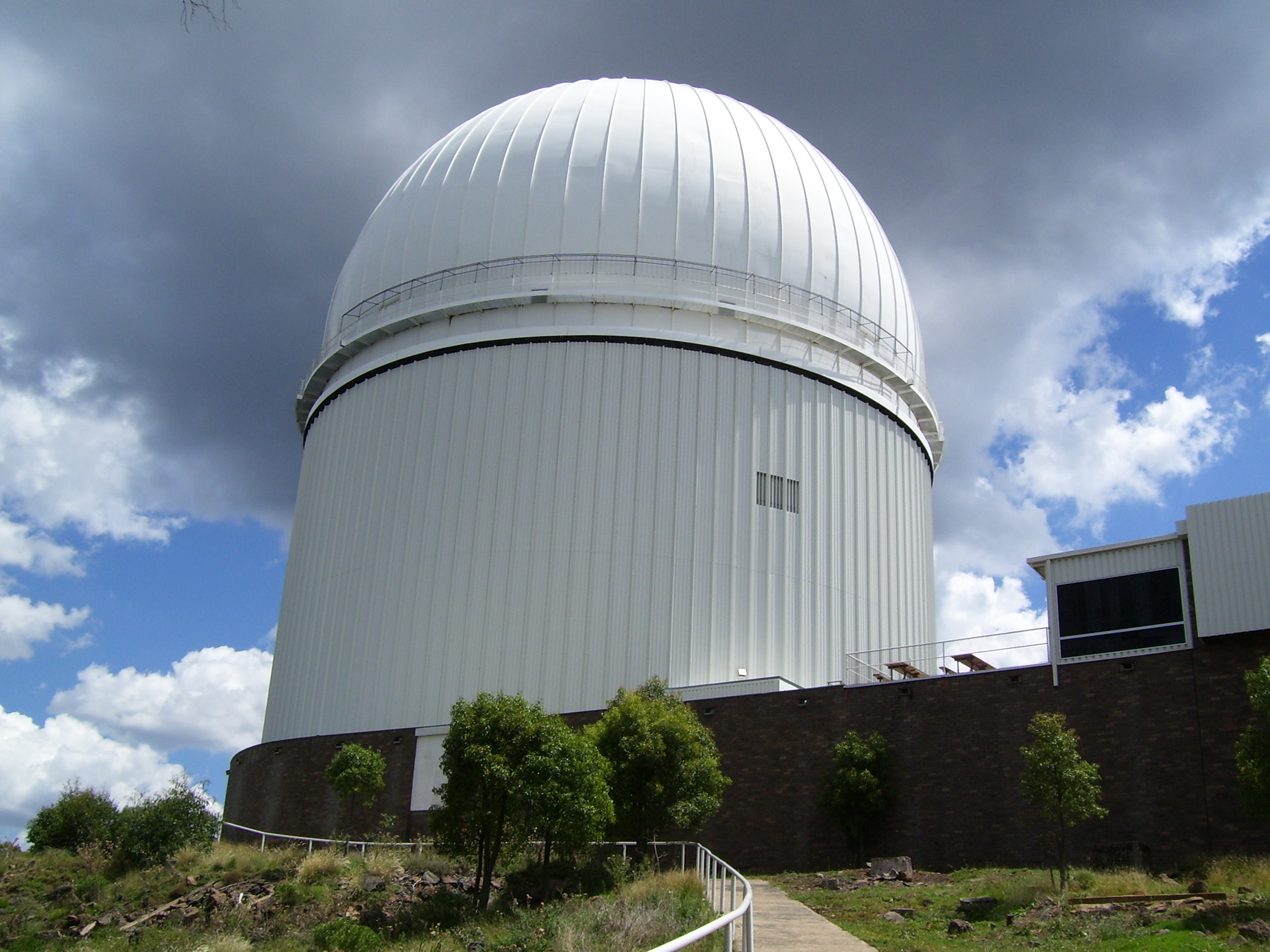
Обсерваторія Сайдинг-Спрінг, Англо-австралійський телескоп, Австралія

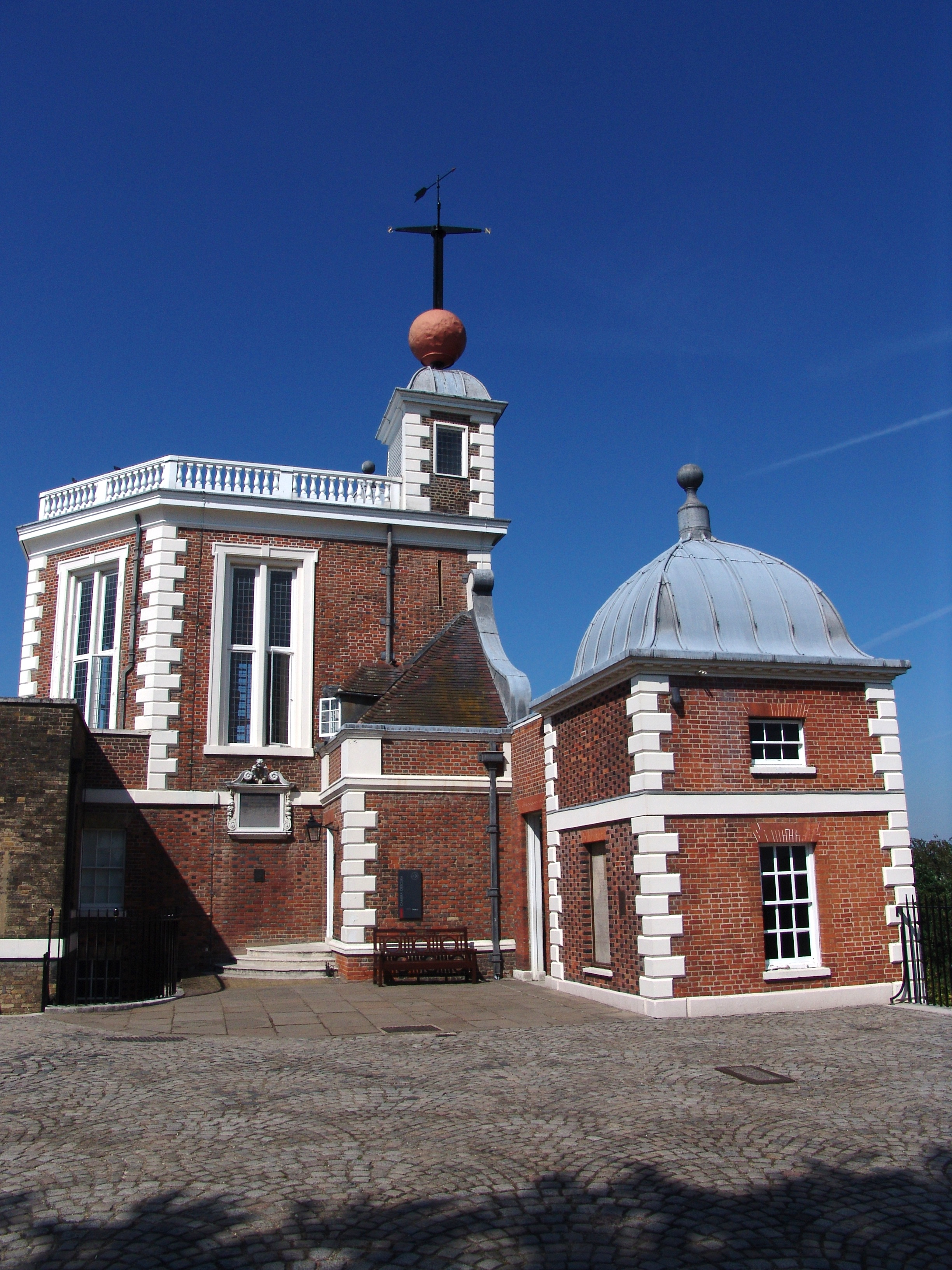
Гринвіцька королівська обсерваторія, Велика Британія

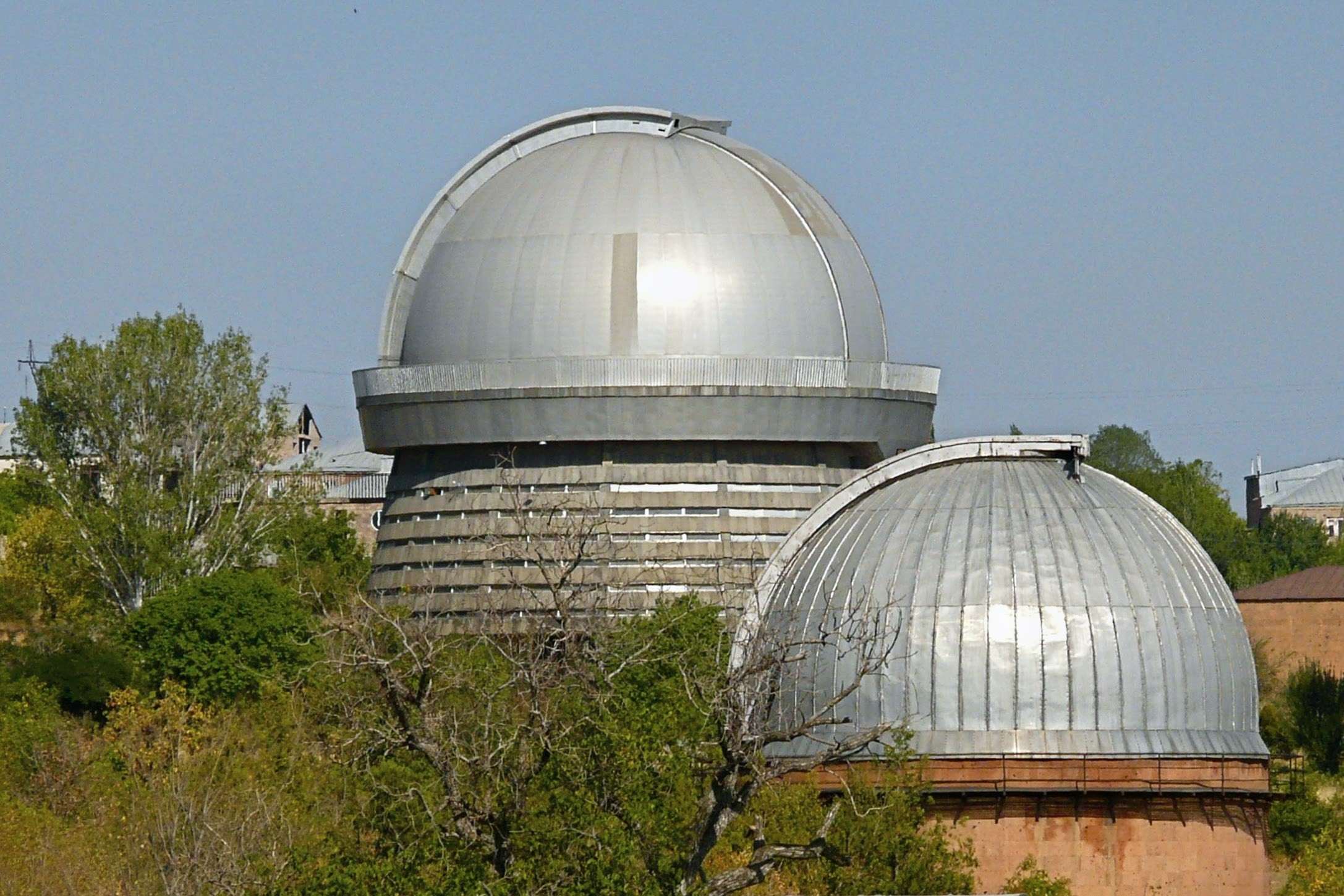
Бюраканська астрофізична обсерваторія, Вірменія

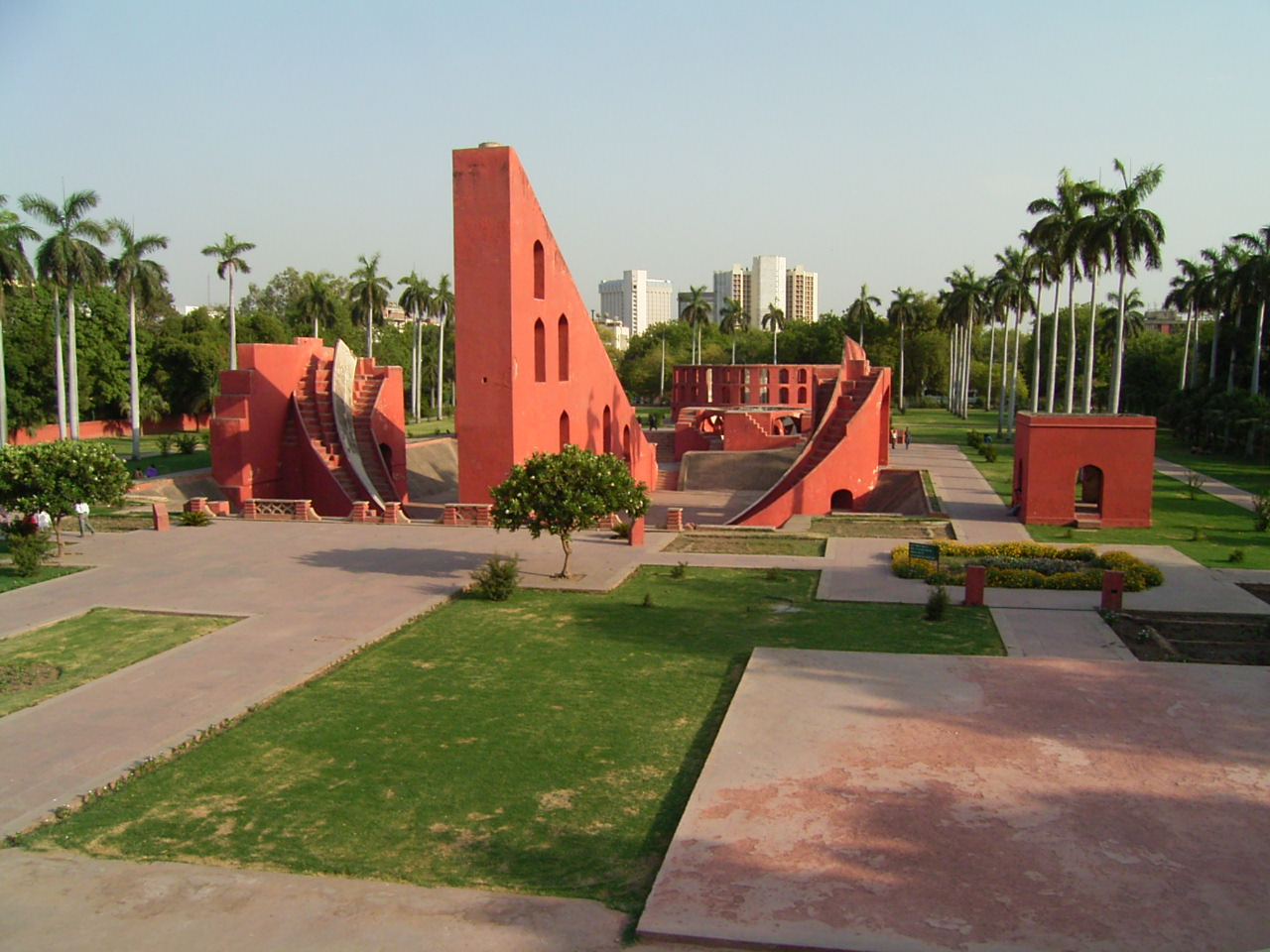
Джантар-Мантар, стародавня астрономічна обсерваторія в Делі

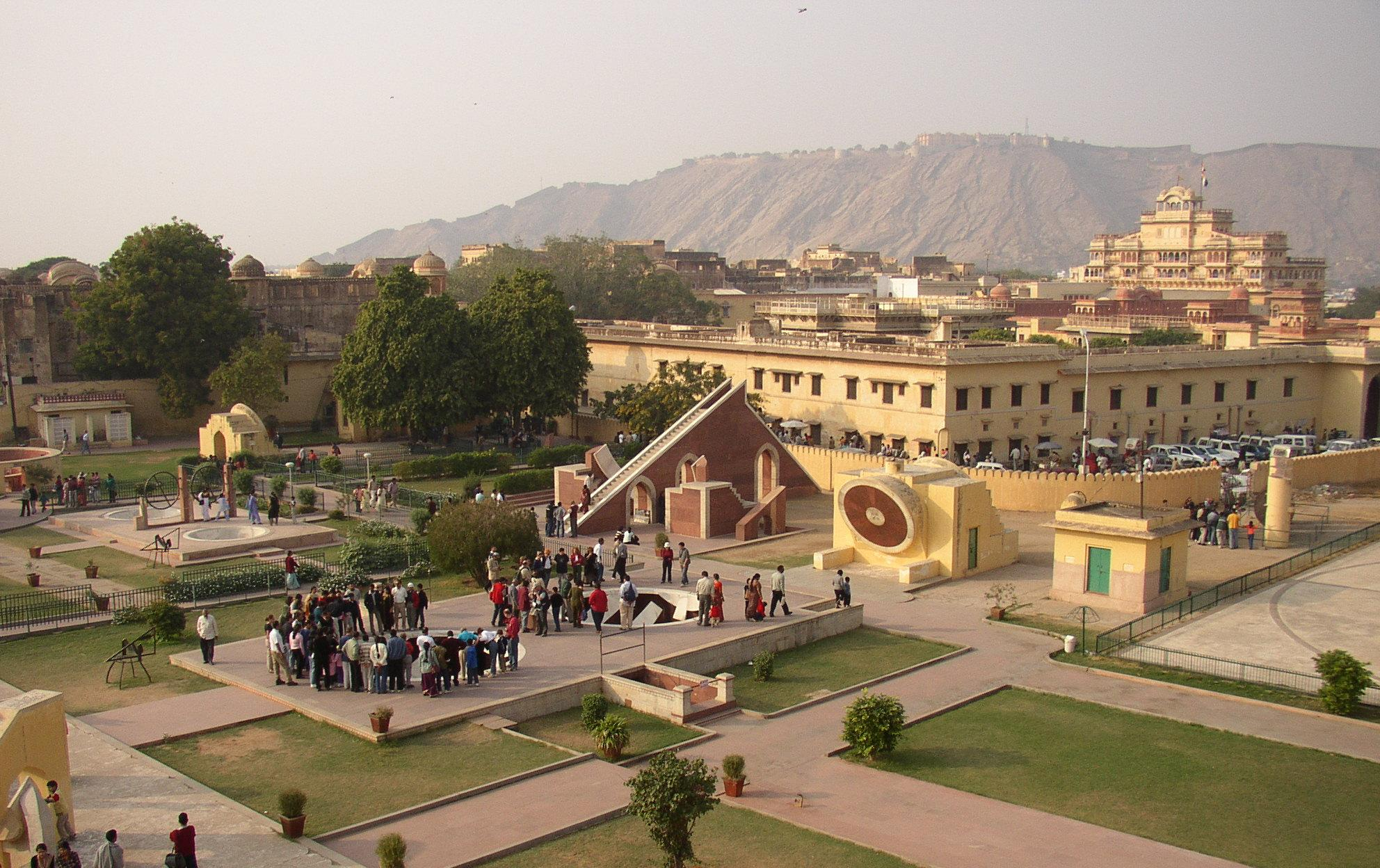
Джантар-Мантар, Джайпур

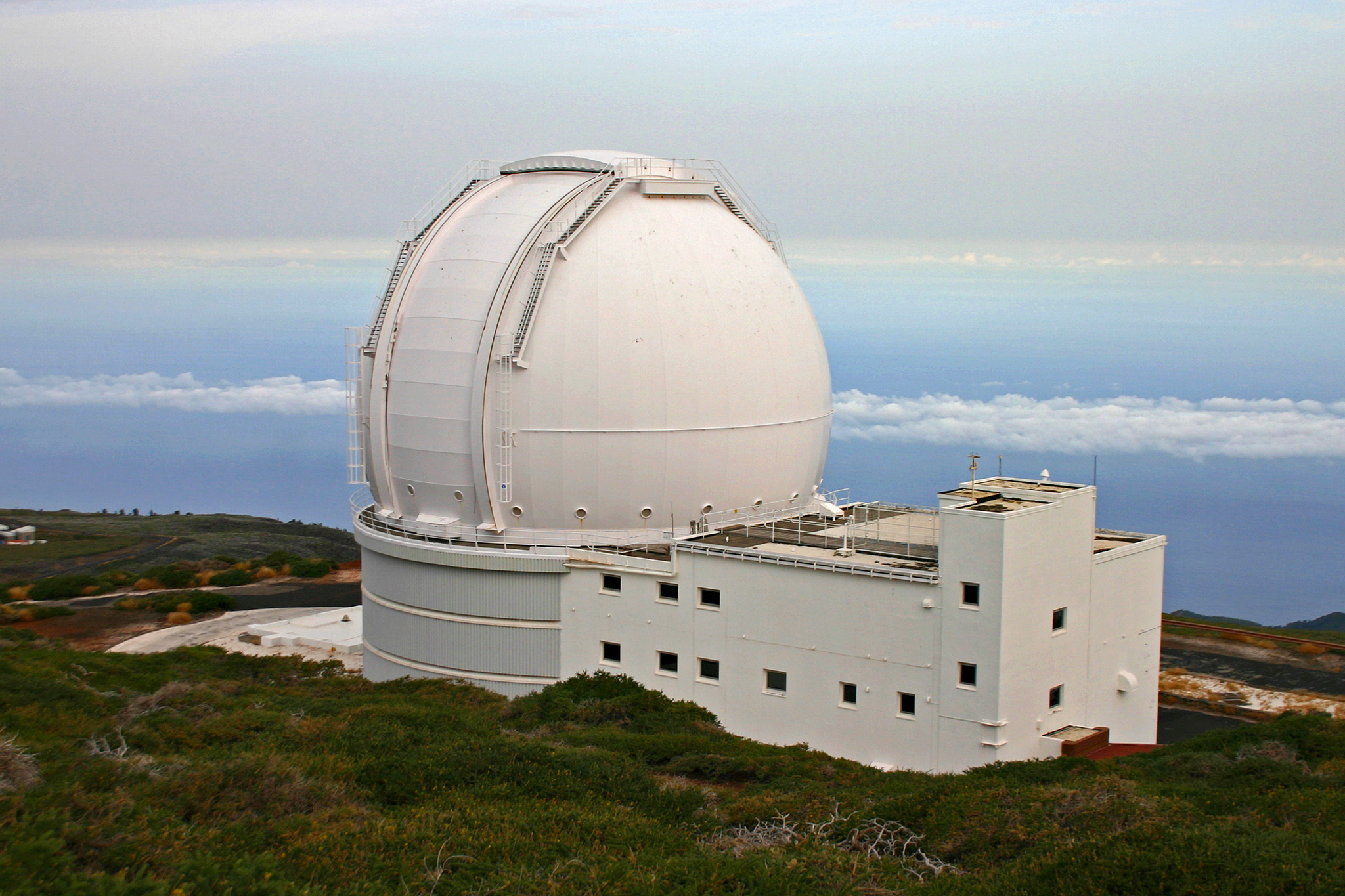
Обсерваторія Роке-де-лос-Мучачос, телескоп Вільяма Гершеля, Ла-Пальма

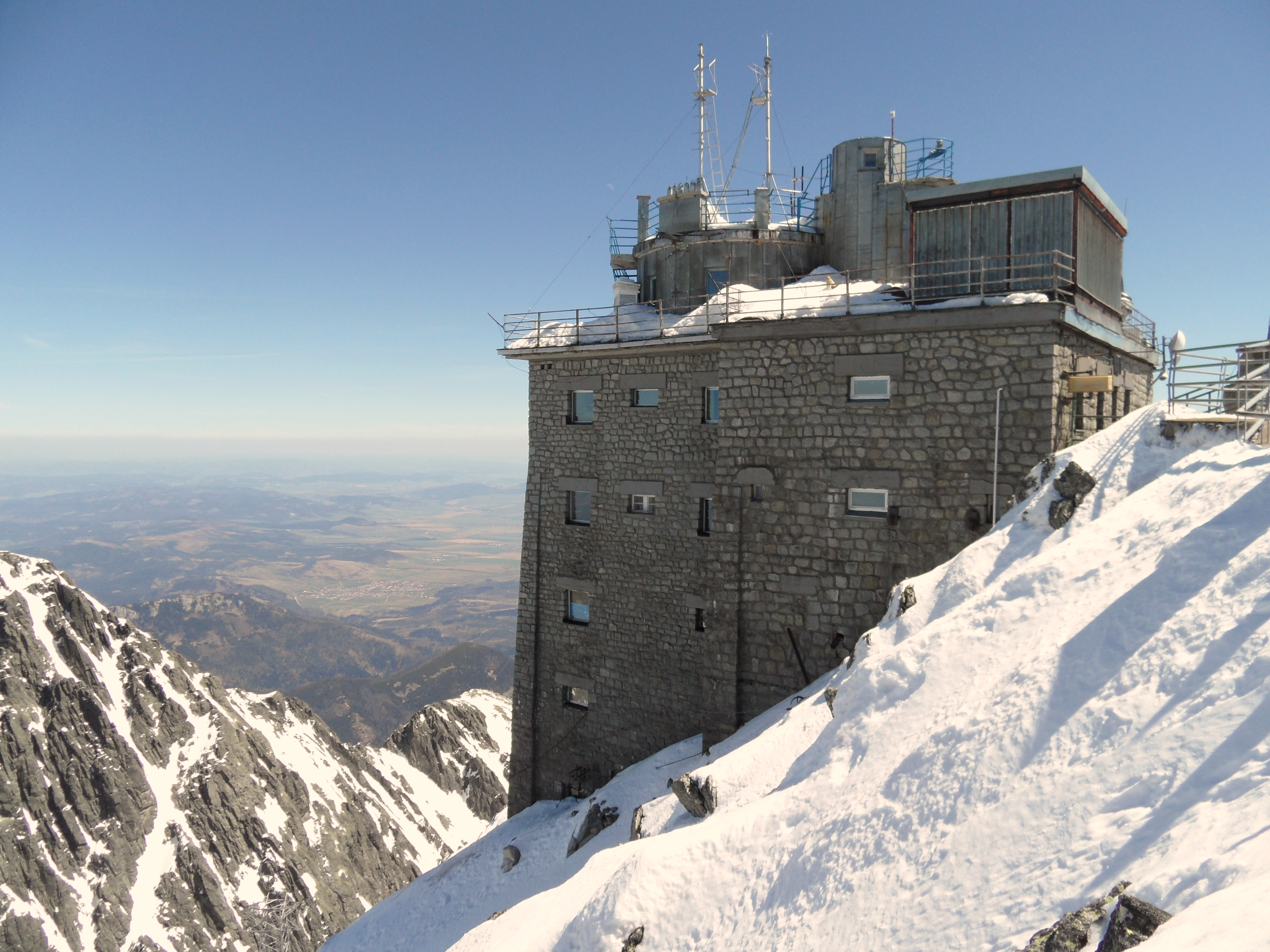
Обсерваторія Ломницький Штит, Словаччина

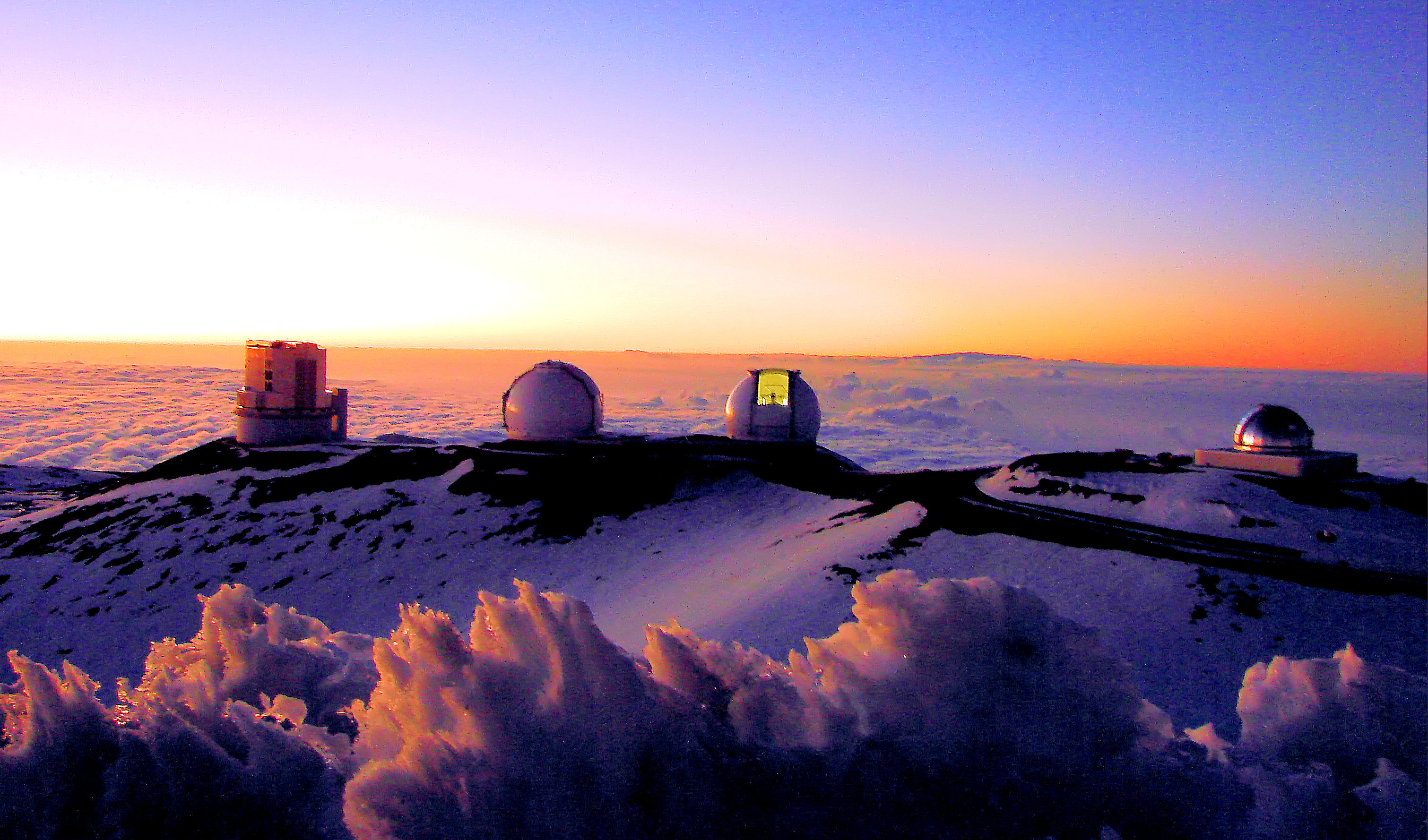
Обсерваторія Мауна-Кеа, Гавайські острови

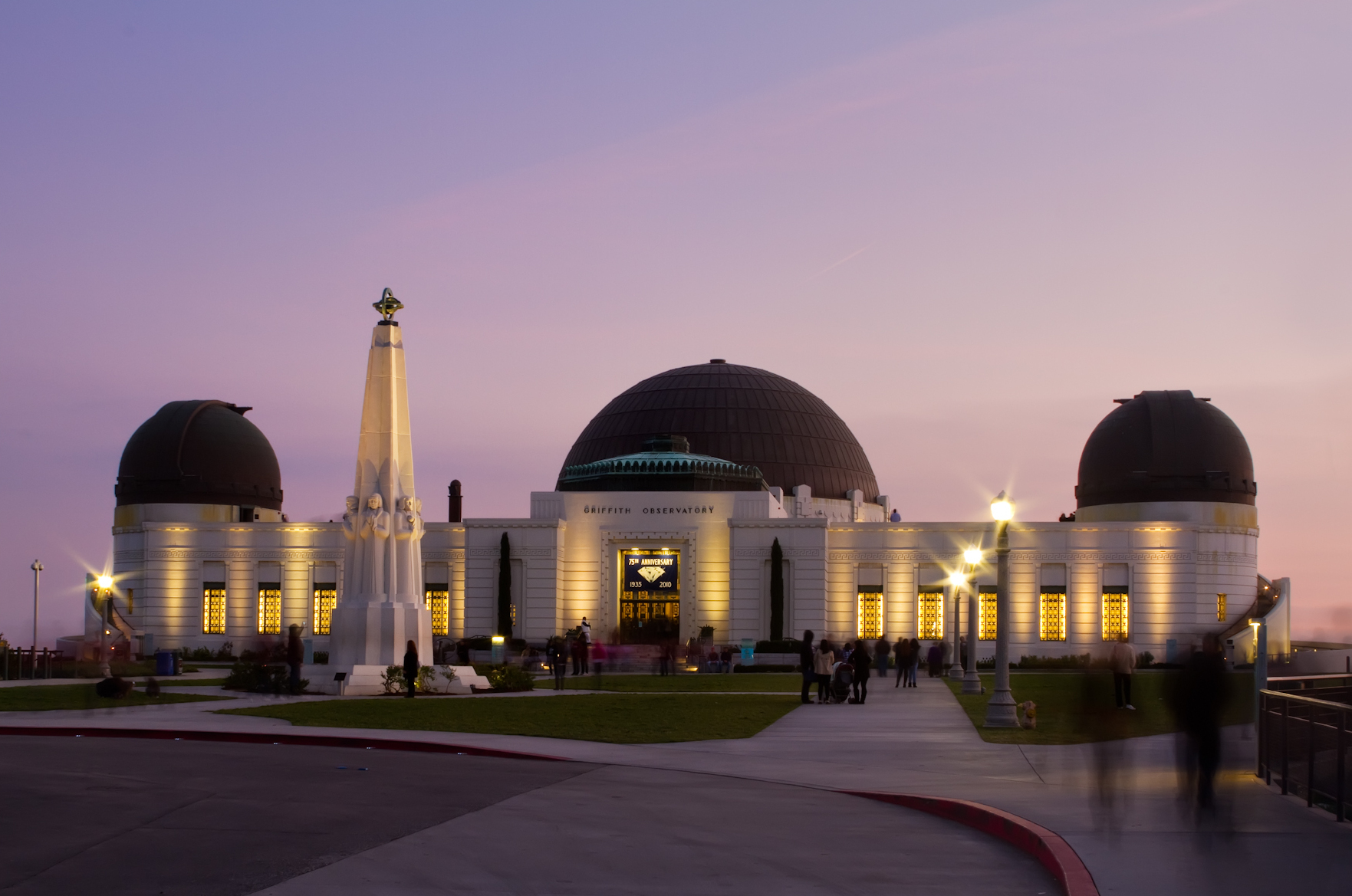
Обсерваторія Гриффіта, Лос-Анджелес

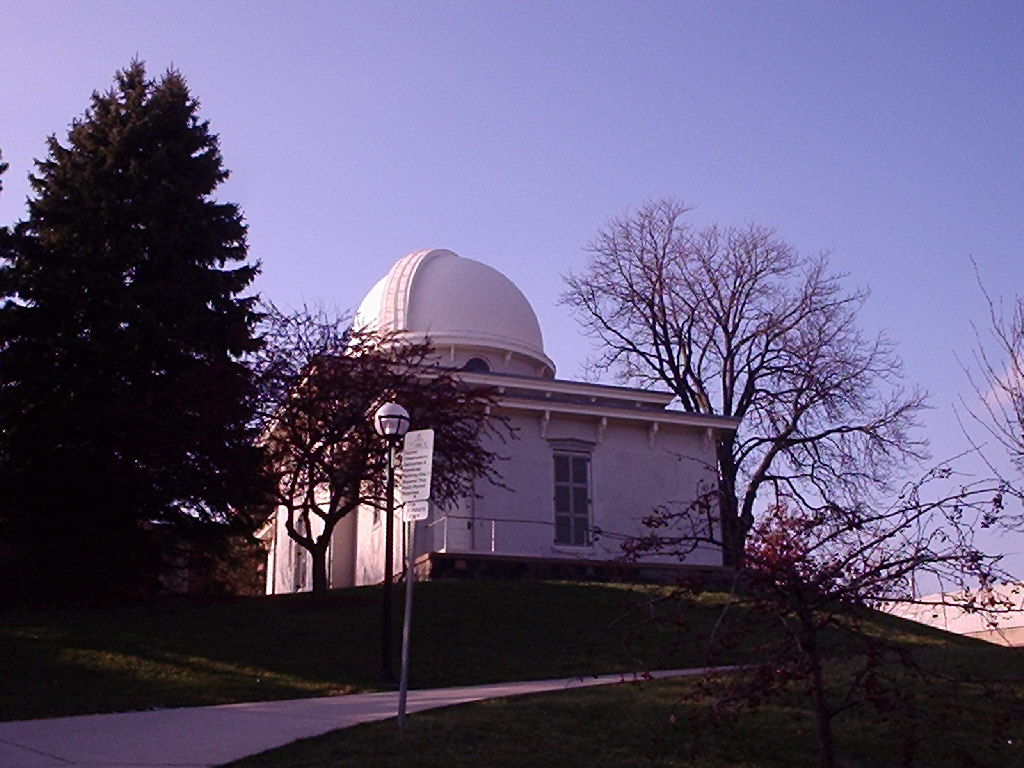
Детройтська астрономічна обсерваторія

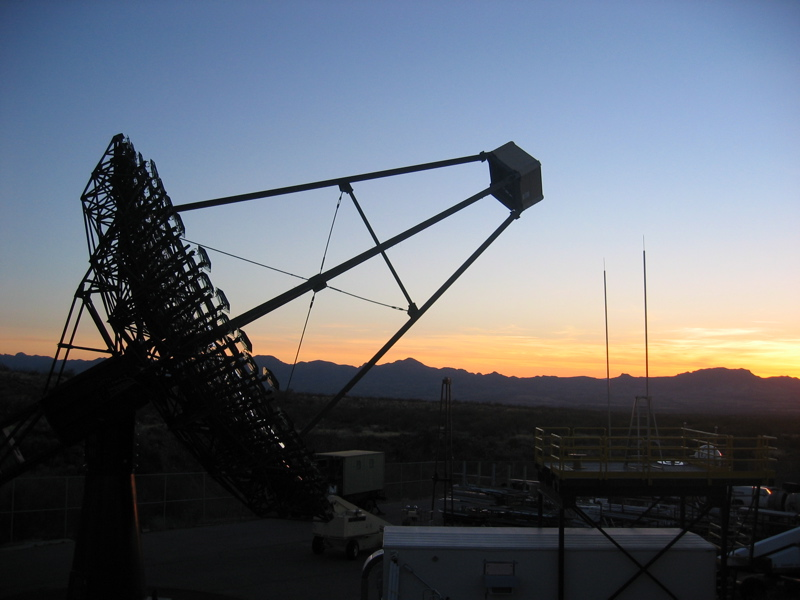
VERITAS, гамма обсерваторія наземного базування, Аризона, США

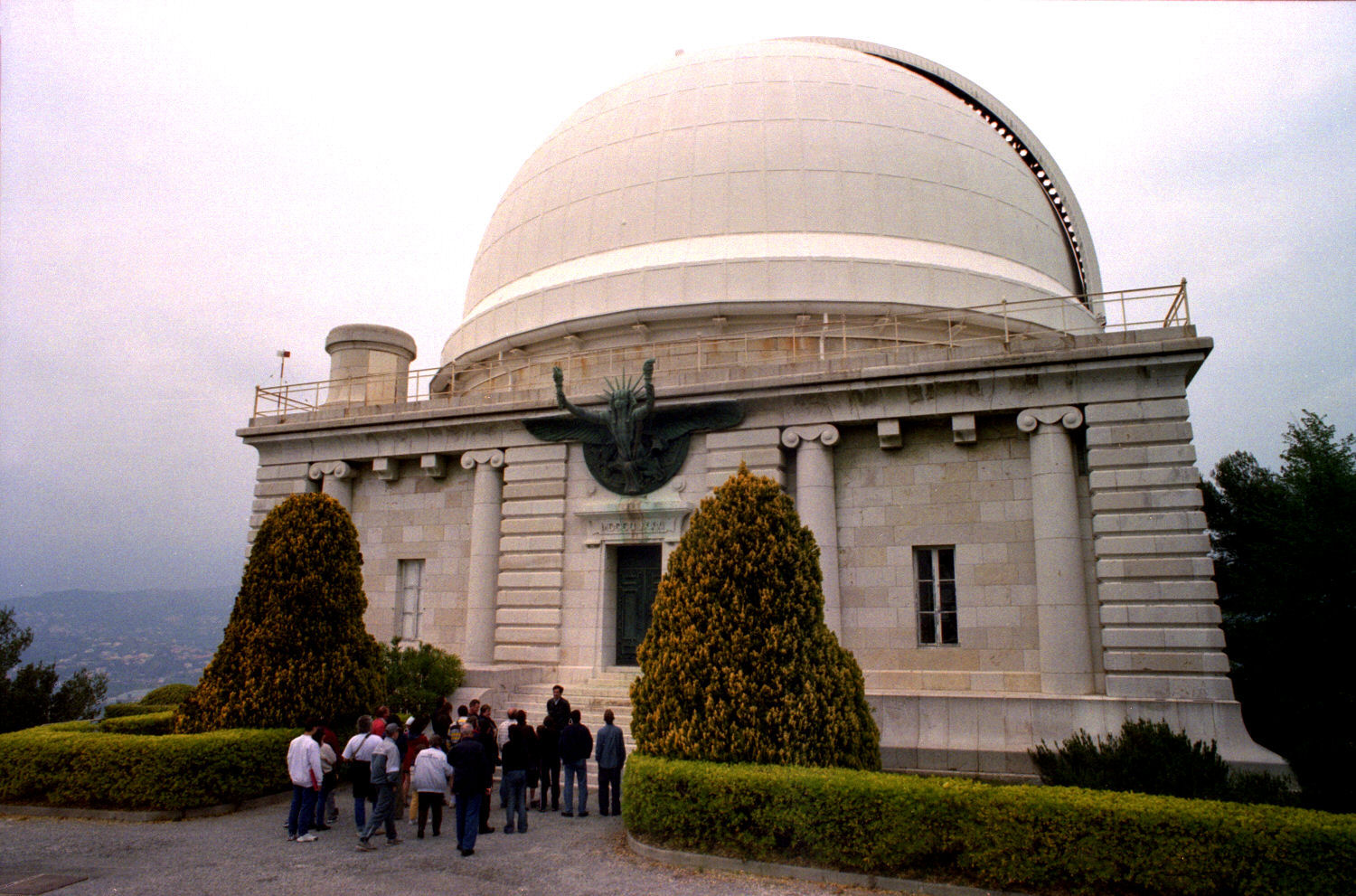
Обсерваторія Ніцци, Франція

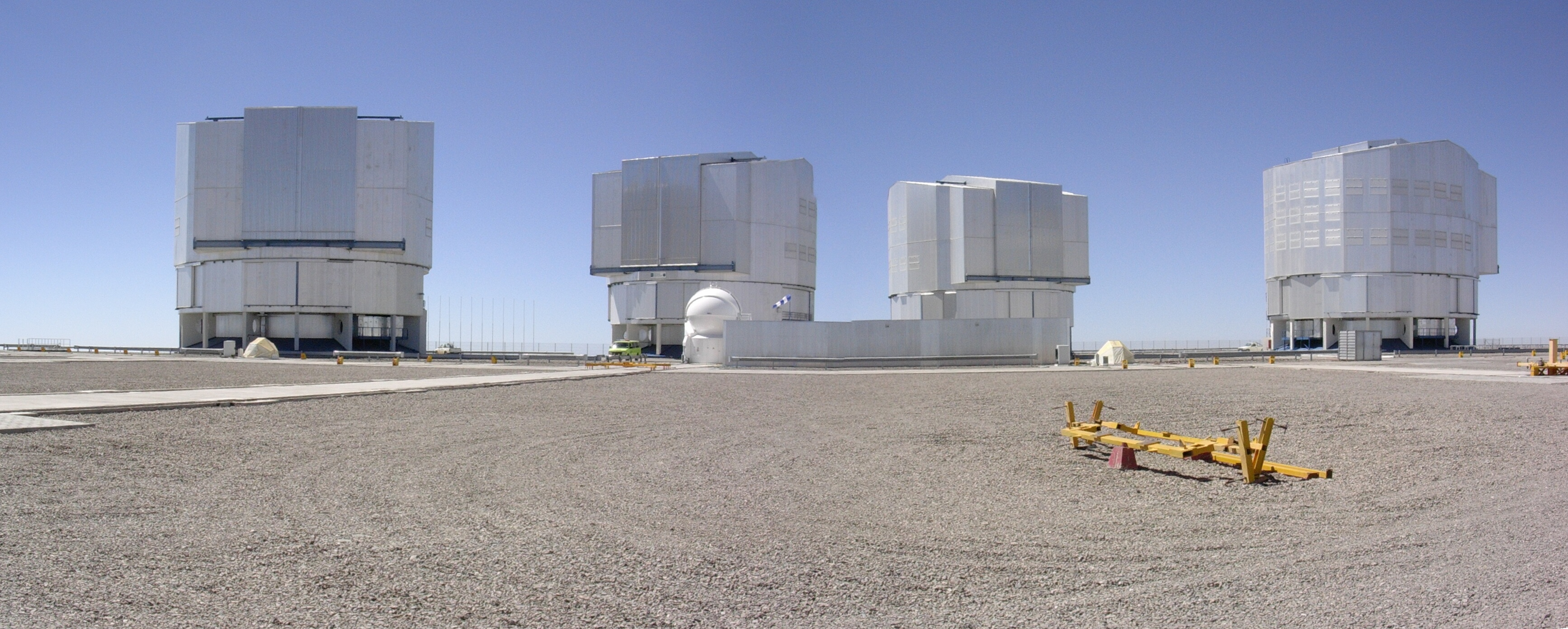
Обсерваторія Паранал, Чилі

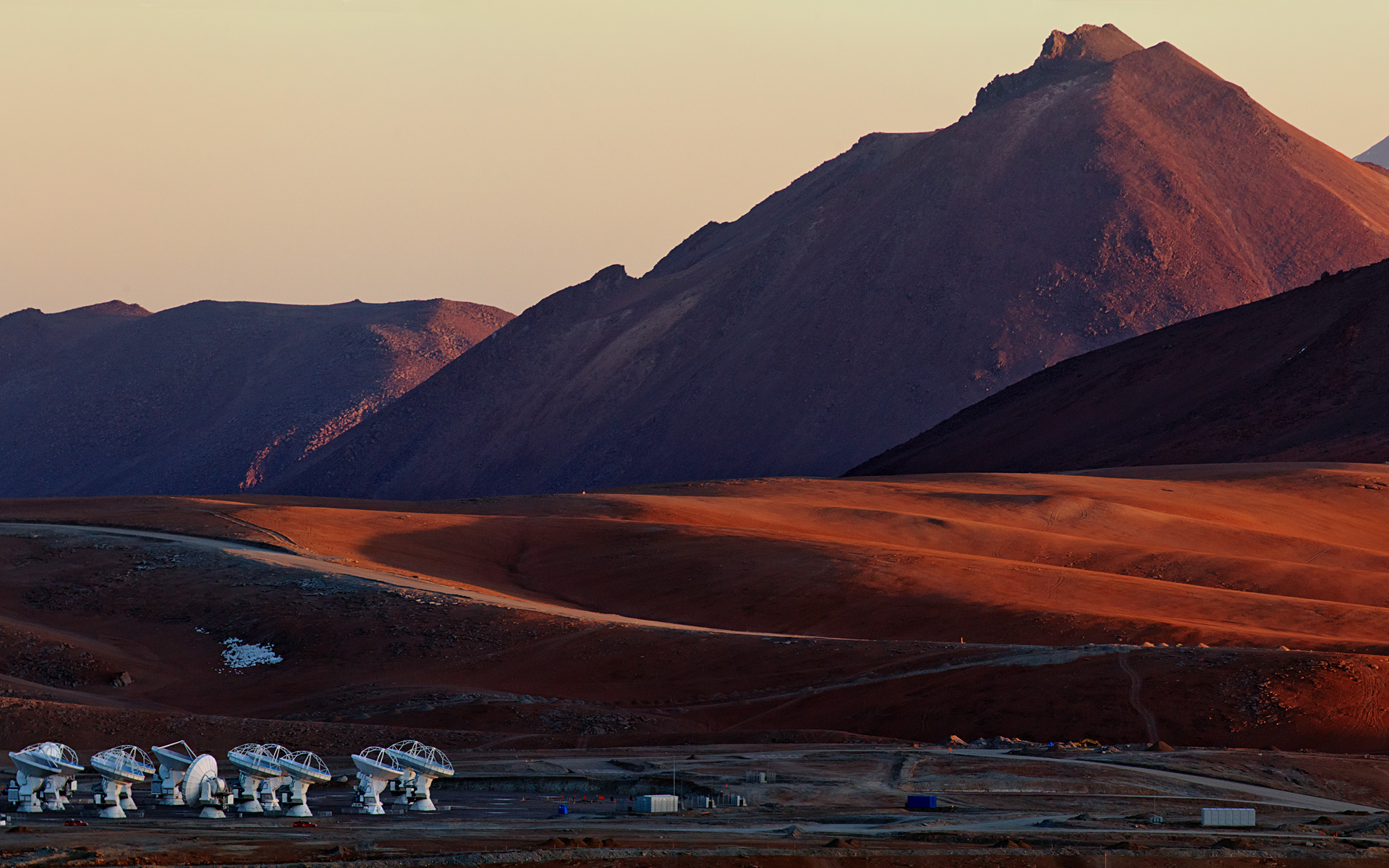
Великий міліметровий радіотелескоп Атаками на висоті 5058 метрів, Чилі

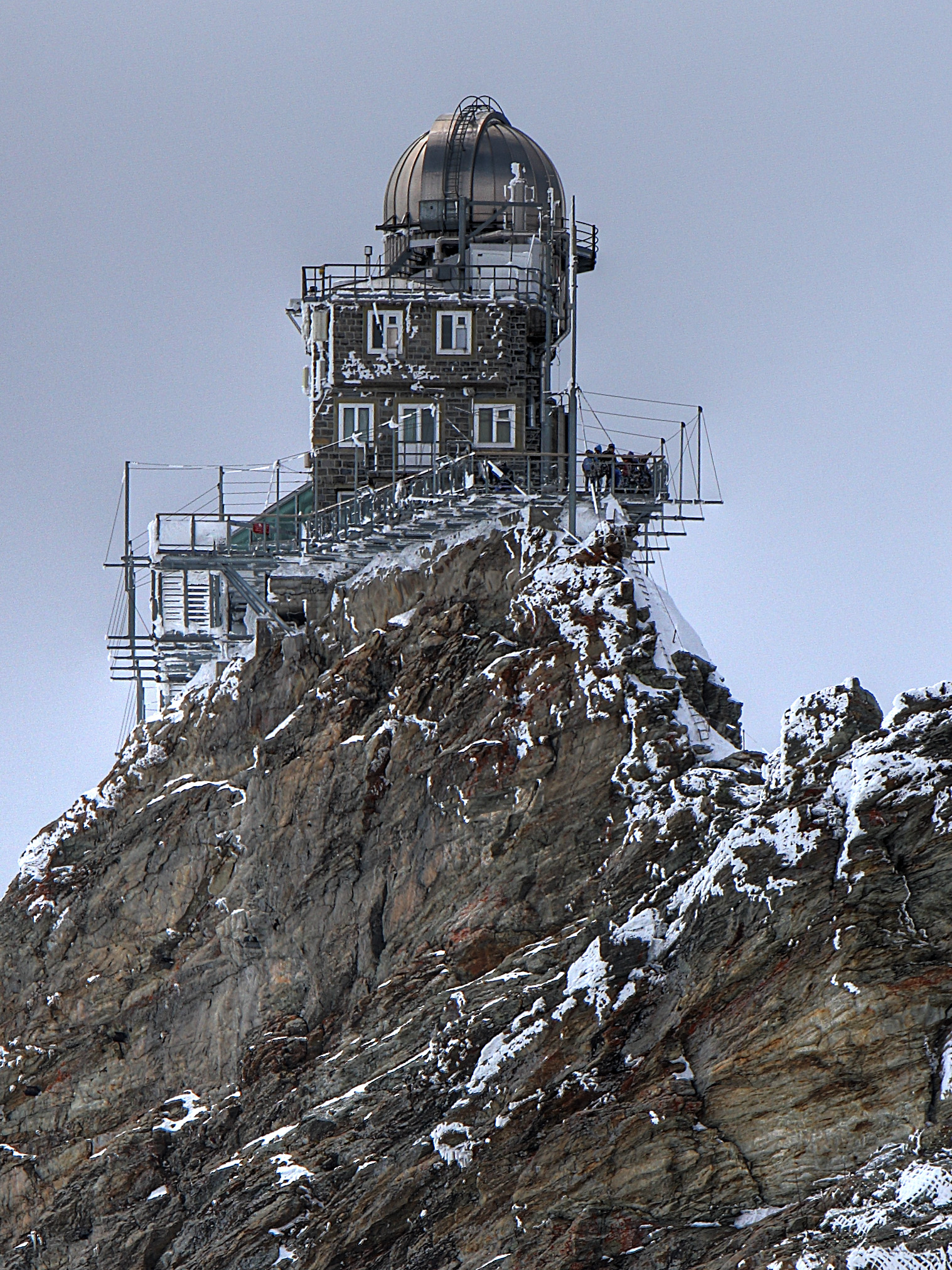
Обсерваторія Сфінкс на висоті 3571 метр, Швейцарські Альпи

Обсервато́рія (від лат. observo — спостерігаю, уважно стежу) — наукова установа, в якій за допомогою особливих інструментів виконують астрономічні (астрономічна обсерваторія), магнітні (магнітна обсерваторія), сейсмологічні, метеорологічні та інші спостереження, а також обробляють отримані результати.
Найпростіші обсерваторії виникли у стародавні часи для спостережень за небом у зв'язку з потребами передбачати зміни погодних умов для ведення сільського господарства, розвитком релігійних культів.

## Типи
- Астрономічні обсерваторії
- Радіоастрономічні обсерваторії
- Вулканологічні обсерваторії
- Фізичні обсерваторії

## Астрономічні обсерваторії
Обсерваторії звичайно спеціалізуються на проведенні певних видів астрономічних досліджень. Тому вони оснащені різними типами телескопів та інших приладів, призначених, наприклад, для визначення точного положення зір на небі, вивчення Сонця або розв'язання інших наукових завдань. Часто для вивчення небесних об'єктів їх фотографують за допомогою спеціальних телескопів. Положення зір на одержаних негативах вимірюють відповідними приладами в лабораторії. Негативи, що зберігаються в обсерваторії, утворюють «скляну фототеку». Досліджуючи астрономічні фотографії, можна виміряти величину потоків випромінювання від зір, планет та інших космічних об'єктів. Для високоточних вимірювань енергії світлових потоків використовують фотоелектричні фотометри. У них світло від зорі, зібране об'єктивом телескопа, спрямовується на світлочутливий шар електронного вакуумного приладу — фотопомножувача, в якому виникає слабкий електричній струм, що його підсилюють та реєструють спеціальні електронні прилади. Пропускаючи світло через спеціально дібрані кольорові світлофільтри, астрономи кількісно із великою точністю оцінюють колір об'єкта. А за допомогою спектрографів визначають хімічний склад космічних об'єктів.

### Астрономічні обсерваторії СРСР
Найдавнішу в Україні й одну з найдавніших обсерваторій Центральної Європи обсерваторію Львівської політехніки було закладено 1771. Однією з перших було побудовано Миколаївську обсерваторію (початкова назва — «Обсерваторія чорноморського флоту», 1827), яка надалі стала філією Пулковської. Пулковська обсерваторія під Санкт-Петербургом існує з 1839 року і здобула славу складанням найточніших зоряних каталогів. У процесі бурхливого розвитку науки в СРСР було побудовано багато інших обсерваторій: Спеціальна астрофізична обсерваторія РАН на Північному Кавказі, Кримська (поблизу Сімферополя), Бюраканська (поблизу Єревана), Абастуманська (поблизу міста Боржомі), Голосіївська (у Києві), Шемахінська (поблизу Баку) обсерваторії, Харківська та Сімеїзька обсерваторії як філії Пулковської. Найбільшим інститутом був Астрономічний інститут імені П. К. Штернберга при МДУ та Інститут теоретичної астрономії Академії наук Російської Федерації у Санкт-Петербурзі.

## За країною

### Україна
- Головна астрономічна обсерваторія НАН України
- Кримська астрофізична обсерваторія
- Сімеїзька обсерваторія
- Андрушівська астрономічна обсерваторія
- Астрономічна обсерваторія Київського університету
- Астрономічна обсерваторія Львівського університету
- Обсерваторія Львівської політехніки
- Миколаївська астрономічна обсерваторія
- Одеська обсерваторія
- Харківська астрономічна обсерваторія
- Обсерваторія Гракове
- Білий слон (руїни)
- Центральна геофізична обсерваторія
- Полтавська гравіметрична обсерваторія Інституту геофізики НАН України імені С. І. Суботіна
- Магнітна обсерваторія «Львів» Інституту геофізики НАН України (смт. Івано-Франкове)

### Австралія
- Обсерваторія Маунт-Стромло
- Обсерваторія Ріді-Крік
- Обсерваторія Сайдинг-Спрінг

### Аргентина
- Аргентинська національна обсерваторія
- Астрономічний комплекс Ель-Леонсіто
- Обсерваторія П'єра Оже

### Бельгія
- Королівська обсерваторія Бельгії

### Болгарія
- Національна астрономічна обсерваторія Рожен
- Обсерваторія Белоградчик

### Велика Британія
- Гринвіцька королівська обсерваторія

### Вірменія
- Бюраканська астрофізична обсерваторія
- Зорац-Карер

### Греція
- Афінська національна обсерваторія

### Данія
- Обсерваторія Брорфельде

### Індія
- Джантар-Мантар, Делі
- Джантар-Мантар, Джайпур
- Мадраська обсерваторія

### Іспанія
- Обсерваторія Роке-де-лос-Мучачос

### Італія
- Обсерваторія Азіаґо
- Обсерваторія в Палермо
- Обсерваторія Каподімонте

### Латвія
- Обсерваторія Балдоне

### Нідерланди
- Лейденська обсерваторія
- Обсерваторія Сонненборг

### Німеччина
- Гамбурзька обсерваторія
- Обсерваторія Гайдельберг-Кенігштуль
- Обсерваторія Карла Шварцшильда
- Потсдамський астрофізичний інститут Лейбніца

### Росія
- Байкальська астрофізична обсерваторія
- Баксанська нейтринна обсерваторія
- Кавказька гірська обсерваторія ДАІШ МДУ
- Пулковська обсерваторія

### Словаччина
- Обсерваторія Ломницький Штит
- Обсерваторія Скалнате Плесо

### США
- Аресібська обсерваторія
- Військово-морська обсерваторія США
- Гарвардська обсерваторія
- Обсерваторія Гриффіта
- Єркська обсерваторія
- Обсерваторія Кітт-Пік
- Лазерна інтерферометрична гравітаційно-хвильова обсерваторія
- Ловеллівська обсерваторія
- Обсерваторія Мауна-Кеа
- Обсерваторія Маунт-Вілсон
- Обсерваторія Маунт-Леммон
- Обсерваторія Столова Гора
- Обсерваторія MMT
- Оук-Ридж
- Паломарська обсерваторія
- Прескоттська обсерваторія
- VERITAS

### Словенія
- Обсерваторія Чрний Врх

### Франція
- Марсельська обсерваторія
- Обсерваторія Верхнього Провансу
- Обсерваторія Ніцци
- Паризька обсерваторія
- Тулузька обсерваторія

### Чилі
- Великий міліметровий радіотелескоп Атаками
- Великий синоптичний оглядовий телескоп
- Обсерваторія Джеміні
- Обсерваторія Ла-Сілья
- Обсерваторія Лас-Кампанас
- Обсерваторія Паранал
- Обсерваторія плато Чайнантор
- Серро-Тололо

### Чехія
- Обсерваторія Клеть

### Швейцарія
- Сфінкс
- Ціммервальдська обсерваторія

### Японія
- Національна астрономічна обсерваторія Японії
- Обсерваторія Кітамі
- Обсерваторія Оїдзумі